# Lluís Daufí i Moreso
Lluís Daufí i Moreso, (Tortosa, Baix Ebre, 24 de setembre de 1927 - Barcelona, 21 de febrer de 2013) fou un metge i divulgador científic català. Amb la restauració del govern de la Generalitat de Catalunya fou nomenat, l'any 1981, Director general de Promoció de la Salut i poc després Director de l'Institut d'Estudis de la Salut (1981-82).
Al llarg de 25 anys dirigí la secció de medicina de La Vanguardia a on escriví sobre diferents temes d'actualitat mèdica i treballs de recerca.
Va ser membre de la Reial Acadèmia de Medicina de Catalunya des de 1990.
Participà en activitats d'oposició al règim i a la Caputxinada, el 1966, que va ocasionar la seva separació de la universitat durant dos anys. El 28 de desembre de 1967 marxà a Ann Arbor, a la Universitat de Michigan, a on es dedicà a la investigació fins al 1970.
Escriví novel·les, amb el pseudònim David Sharon.

## Publicacions periodístiques
Alguns dels articles periodístics de Lluís Daufí a La Vanguardia:
- Càncer de pell (1974), sobre la seva pròpia malaltia.[5]
- Primer trasplantament espanyol de pàncrees (1983).[6]

## Llibres
- El sedimento urinario. Atlas microfotográfico (1957)
- Constantes biológicas de interés clínico (1962)
- Solución final (1991). Plaza i Janés. Ficció científica.[7]
- La enfermedad hoy (1994). Biblioteca Científica Salvat
- El síndrome de Caín (1996). Planeta. Ficció científica.[4]
- La llave del Paraíso (2005). Editorial Azud. Sobre el món de les drogues, un "thriller de ciencia, economía, política i ficció